# Хочбар
«Хочбаре» — перша дагестанська національна опера. Написана на музику Готфріда Гасанова в 1937 році.
У трьох діях. Вперше була поставлена в 1995 силами Дагестанської державної філармонії, хорів Дагестанського державного Педагогічного університету та Махачкалинського музичного училища. Пізніше, з відкриттям у 1998 році Дагестанського державного театру опери і балету, опера була поставлена силами цього театру. З цієї прем'єри театр розпочав своє існування.
Пізніше в Дагестанському театрі опери та балету стало традицією відкривати театральний сезон цієї оперою. Дагестанські музиканти порівнюють значення «Хочбара» для Дагестанської культури із значенням опери «Іван Сусанін» для російської. Це був перший твір дагестанської музики на «історичну тему» і перший твір дагестанського автора в оперному жанрі.

## Сюжет
Хочбар зі своїм загоном здійснював набіги до самого Хунзаха, забирав награбоване в багатіїв та роздавав усім біднякам. Хунзаський хан розумів, що войовничих гідатлінців не здолати, вирішив хитрістю обезголовити їх опір — знищити ватажка гідатлінців. Пам'ятаючи, що в горах від запрошення не відмовляються, він покликав Хочбара до себе на «весілля».
Коли той приходить — оточення хана його зв'язує і хан вирішує спалити Хочбара на вогні. Перед смертю Хочбар виривається і забирає з собою в багаття двох маленьких дітей хана.

## Перші виконавці та постановники
- Режисер — Іслам Казієв
- Художник — Суп'янов Ібрагім
- Диригент — Ханмурзаєв Шаміль
- Хормейстер — Ханжова Людмила

Головні партії:
- Хочбар — Курач Тагір, Абасов Магомед
- Хан — Айгумов Айгум

## Цитата
Наїда Абдулгамідова, міністр культури Дагестану: «Це була давня мрія всіх музикантів. Ми подивилися, що і зміст цієї опери, і музичний фольклор всіх народів Дагестану дав можливість вперше вийти на сцену та отримав загальне схвалення».